# Formula 17
Formula 17 (chinesisch 十七歲的天空, Pinyin shí qī suì de tiān kōng) ist ein im Jahre 2004 entstandener taiwanischer Kinofilm, der unter der Regie von Chen Yin-jung (陳映蓉) produziert wurde. Die Schauspieler sind Tony Yang (楊佑寧), Duncan (周群達), King Chin (金勤), Dada Ji (季宏全), Jimmy Yang (楊俊明), Jason und Chang (張大鏞). Er ist eine schwule romantische Komödie.
Formula 17 ist ein Film über Chou T'ien-Tsai, einen romantisch veranlagten taiwanischen Jugendlichen, der sich auf den Weg macht, um seinen Freund, den er im Internet kennengelernt hat, das erste Mal persönlich zu besuchen. Schnell muss er feststellen, dass die Internet-Beziehung nicht so verläuft wie erhofft. Enttäuscht zieht er zu einem alten Freund aus der Provinz zusammen. Der Film ist eine Geschichte über T'iens Erfahrungen in der Großstadt von Taipeh. Es handelt vom Kennenlernen von Bai, dem Playboy Nr. 1 der Stadt und die Beziehung, die zwischen den beiden entsteht.

## Handlung
Als ein naiver Bauer geht Chou T'ien-Tsai nach Taipei, um seinen Internet-Freund persönlich zu treffen. Er ist ein romantisch veranlagter junger Mann und glaubt daher an die wahre Liebe. (Er hat sogar ein Buch, das Liebe ist eine Art von Vertrauen heißt); entsprechend enttäuscht ist er von seinem Freund, als dieser ihm Sex ohne Liebe vorschlägt. Stattdessen geht T'ien in der Kneipe aus und trifft dort zufällig seinen ehemaligen Schulkameraden Yu. Gleichzeitig lernt er den als notorischen Playboy berüchtigten Bai Tie Nan kennen. Sehr schnell entwickelt T'ien ein persönliches Interesse an Bai.
Nach dem Abend in der Kneipe und nachdem er mit Yu zusammengezogen ist, bekommt T'ien einen Job als Bademeister, wobei er regelmäßig mit Bai zusammentrifft, der T'ien zu mögen scheint. In zwischengeschalteten Szenen mit Bai und seinem Psychologen wird deutlich, dass Bai ein Problem damit hat, Menschen zu küssen. Nachdem ihm der Rat gegeben wird, es zunächst an einem Spiegel zu üben und danach an einer Schaufensterpuppe (was ihm beides nicht hilft), versucht er, seinen alten Freund zu küssen, doch scheitert auch das, da Bai sich nicht dazu überwinden kann.
Eines Nachts erscheint T'ien vor Bais Türstufe, und beide gehen schließlich miteinander ins Bett. Ganz seiner Art gemäß verschwindet Bai am nächsten Tag. Seinen Freund bittet er, zu T'ien zu gehen, um ihm zu erklären, dass er die Angelegenheit nicht missverstehen dürfe. T'ien ist tief verletzt, und da er Bais ganzes Problem mit der Liebe und Intimität nicht kennt, lässt er ihm eine Nachricht da: Solche Missverständnisse werden nicht wieder vorkommen.
T'ien macht sich dann daran, aus der Wohnung seines Mitbewohners auszuziehen und in sein altes Zuhause zurückzukehren. Währenddessen treffen T'iens Freunde auf Bai, der zugibt, dass er T'ien, den er liebe, verletzt habe. Insgeheim hofft er auf eine zweite Chance und sieht T'ien schließlich, als dieser eine Rolltreppe empor steigt. Eine erste Bitte um Verzeihung scheitert, und T'ien rennt ihm buchstäblich davon. Nachdem T'ien beinahe von einem Motorrad überfahren wird, aber von Bai gerettet wird, versöhnen sich beide am Ende aber dennoch.